# Aiguille du Croissant
Aiguille du Croissant är en bergstopp i Schweiz. Den ligger i distriktet Entremont och kantonen Valais, i den södra delen av landet, 110 km söder om huvudstaden Bern. Toppen på Aiguille du Croissant är 4 259 meter över havet.